# Titularbistum Nigizubi
Nigizubi ist ein Titularbistum der römisch-katholischen Kirche.
Die in Nordafrika gelegene Stadt war ein alter römischer Bischofssitz, der im 7. Jahrhundert mit der islamischen Expansion unterging. Er lag in der römischen Provinz Numidien.
| Titularbischöfe von Nigizubi |                                    |                                                                                         |                    |                  |
| Nr.                          | Name                               | Amt                                                                                     | von                | bis              |
| 1                            | Hugo Edward Ryan                   | emeritierter Bischof von Townsville (Australien)                                        | 14. September 1967 | 13. Oktober 1976 |
| 2                            | John Hubert Macey Rodgers SM       | Weihbischof in Auckland (Neuseeland) Superior der Mission sui juris Funafuti (Ozeanien) | 21. März 1977      | 10. Januar 1997  |
| 3                            | Joshuah Ignathios Kizhakkeveettil  | Weihbischof in Trivandrum (Indien)                                                      | 15. April 1998     | 2. Januar 2007   |
| 4                            | Adolfo Eduardo José Bittschi Mayer | Weihbischof in Sucre (Bolivien)                                                         | 15. Mai 2008       |                  |